# مقو بنفسجي
المَقَو البنفسجي ببغاء أصله من أواسط أمريكا الجنوبية وشرقها، طوله من رأسه إلى آخر ذيله المستدق حوالي 100 سنتمتر، وهو بذلك أطول أنواع الببغاوات، كما أنه أكبر طيور المقو وأكبر الببغاوات الطائرة حجما، إلا أن ببغاء الكاكابو، وهو ببغاء نيوزلندي لا يطير، يفوقه وزنا فيصل وزنه إلى 3.5 كيلوغرام.
لقد تأثر المقو البنفسجي سلبيا بشكل كبير بعمليات الصيد والتجارة بالطيور وتدمير المواطن، مما أدى إلى انخفاض عدد أفراده في البرية، ولذلك فإنه يصنف مع الحيوانات المهددة بالانقراض حسب القائمة الحمراء للأنواع المهددة بالانقراض التي يعدّها الاتحاد العالمي للحفاظ على الطبيعة.

## الوصف

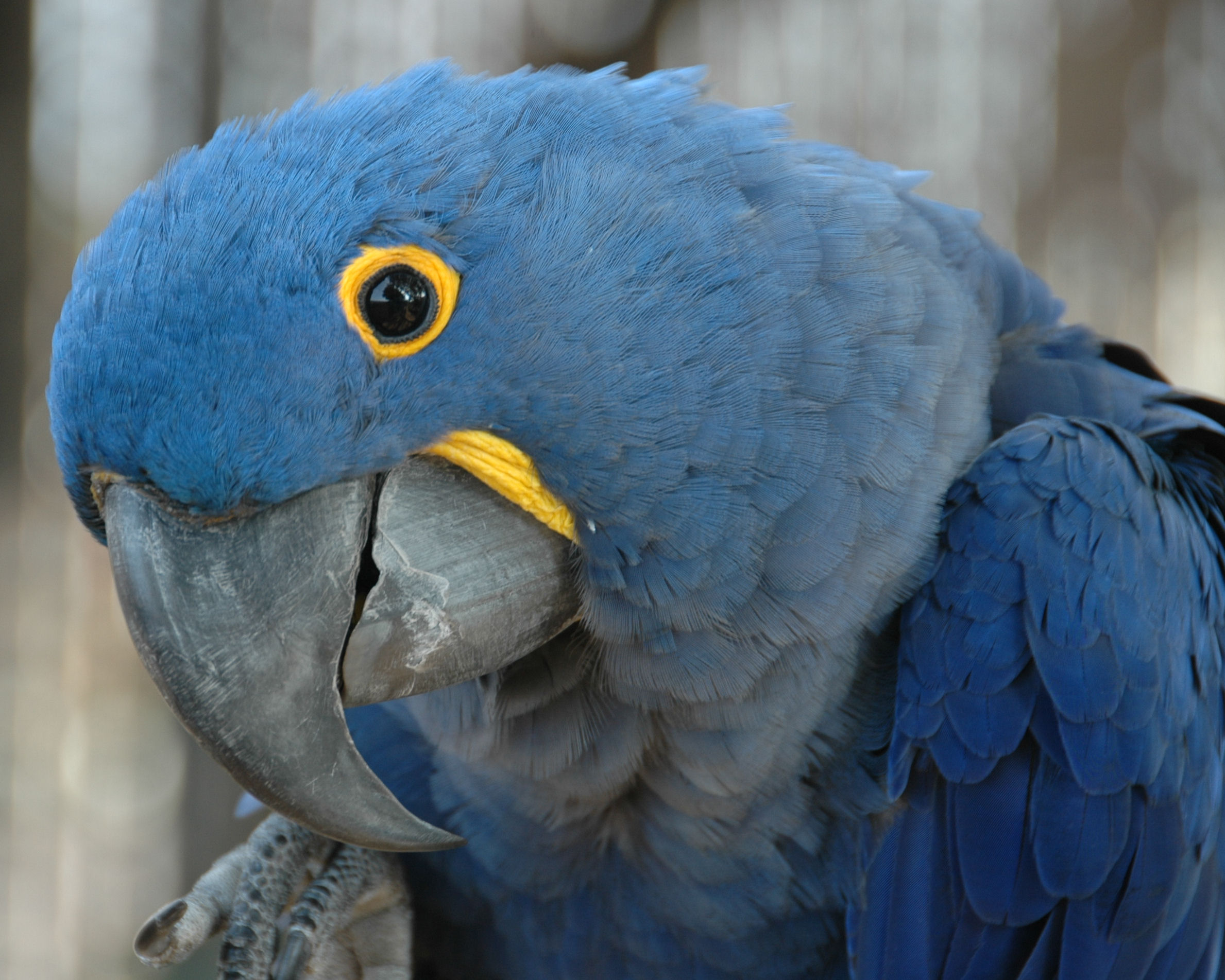
الجزء العلوي من المقو البنفسجي

المقو البنفسجي أكبر الببغاوات من حيث الطول في العالم، فطوله 100 سنتمتر من قمة رأسه إلى طرف ذيله، ووزنه 1.2 إلى 1.7 كيلوغرام، وطول الجناح الواحد يتراوح ما بين 388 و425 ميلليمتر، ذيله طويل ومستدق، وريشه أزرق اللون بالكامل، وهو أغمق عند الجزء العلوي وأفتح عند الجناحين، ويملك المقو البنفسجي منقارا كبيرا معكوفا أسود اللون، كما يوجد على وجه المقو البنفسجي جلد أصفر اللون غير مغطى بالريش، يوجد على طرفي منقاره من الجهتين اليمنى واليسرى، ويوجد أيضا على شكل حلقة حول عينيه.
ذكر المقو البنفسجي وأنثاه متطابقان في الشكل من الخارج، كما يشبه الصغار الكبار، ما عدا أنه الصغار تملك أذيالا أقصر، واللون الأصفر الذي على وجهها يكون أفتح.

## الغذاء
الغذاء الرئيسي للمقو البنفسجي هو جوز أشجار النخيل المحلية، وقد خُلق لهذا الطائر منقار قوي جدا يمكّنه من أكل لب الجوز القاسي، كما يمكنه منقاره القوي من تحطيم ثمار جوز الهند وثمار شجر المكاداميا، إضافة إلى ذلك فإنه يأكل الفاكهة والخضراوات.

## التوزيع والموطن
يوجد المقو البنفسجي الآن في ثلاث مناطق في أمريكا الجنوبية: في مناطق المستنقعات في البرازيل وما يجاورها من شرق بوليفيا وشمال شرق الباراغواي، وفي المناطق المغلقة في شرق البرازيل (ماتو غروسو وميناس جيرايس ومارانهاو وبياوي وباهيا وتوكانتينس وغوياس)، ويوجد أيضا في المناطق المفتوحة نسبيا في الجزء الشرقي من حوض الأمازون في البرازيل.

## معرض صور

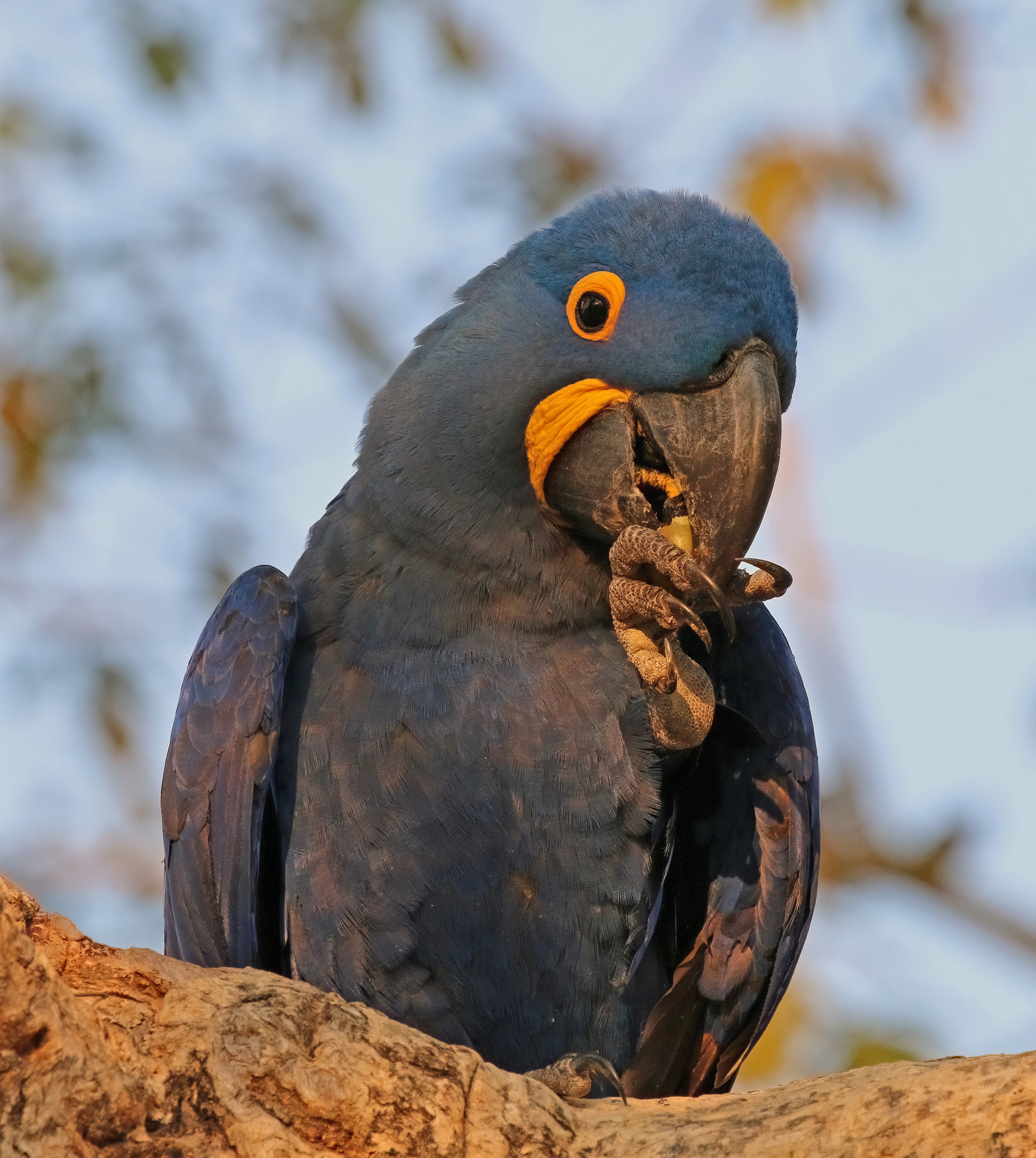
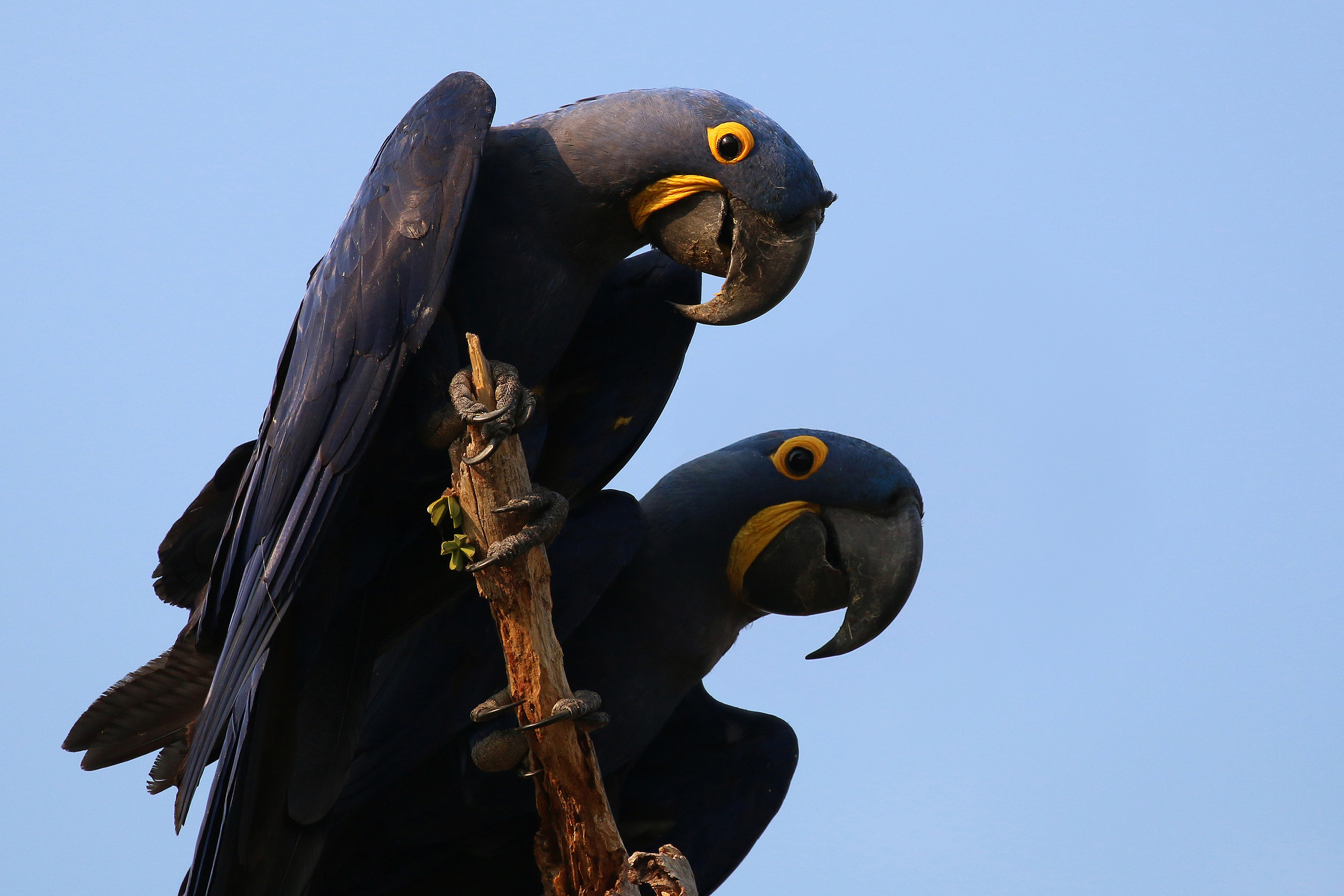
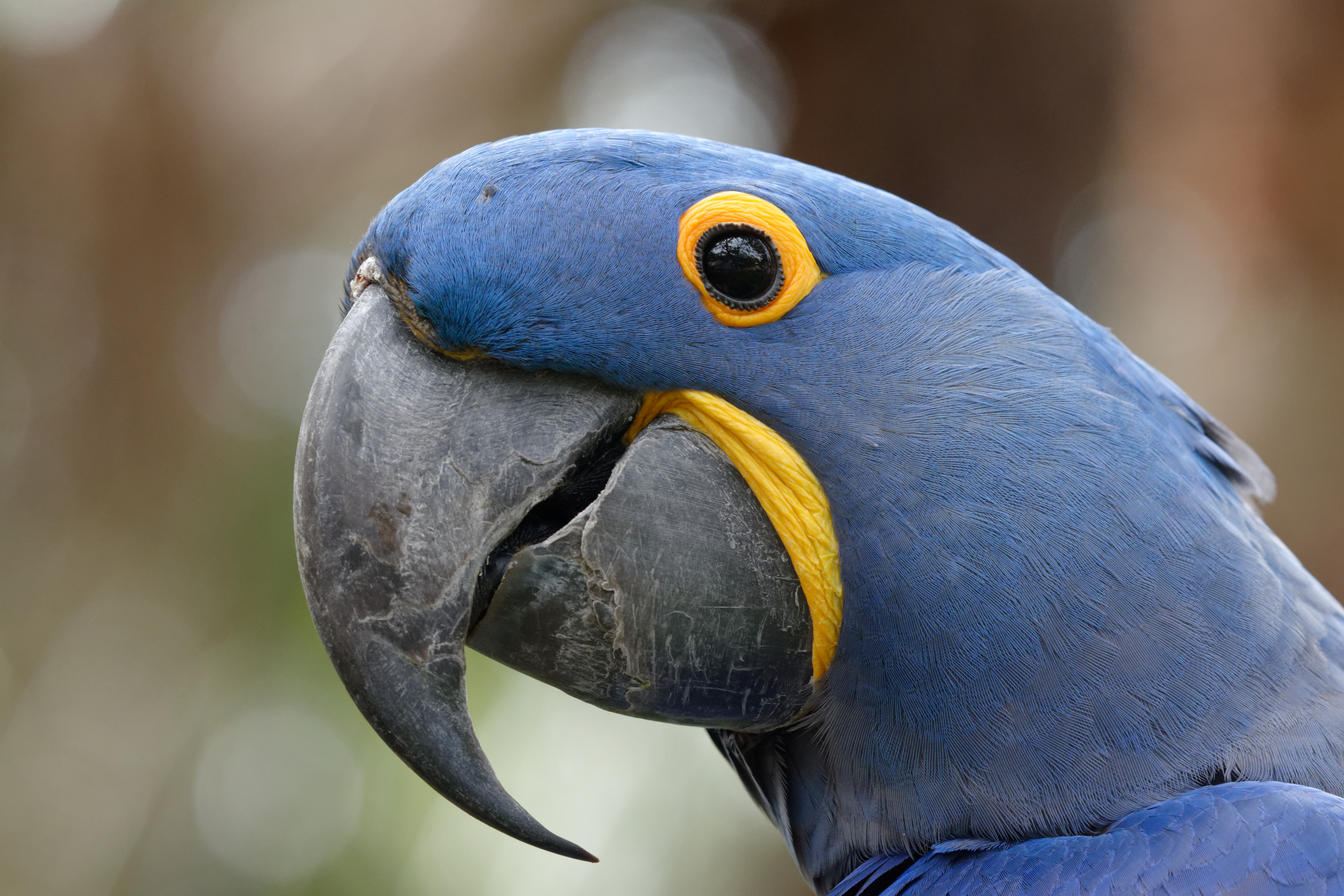
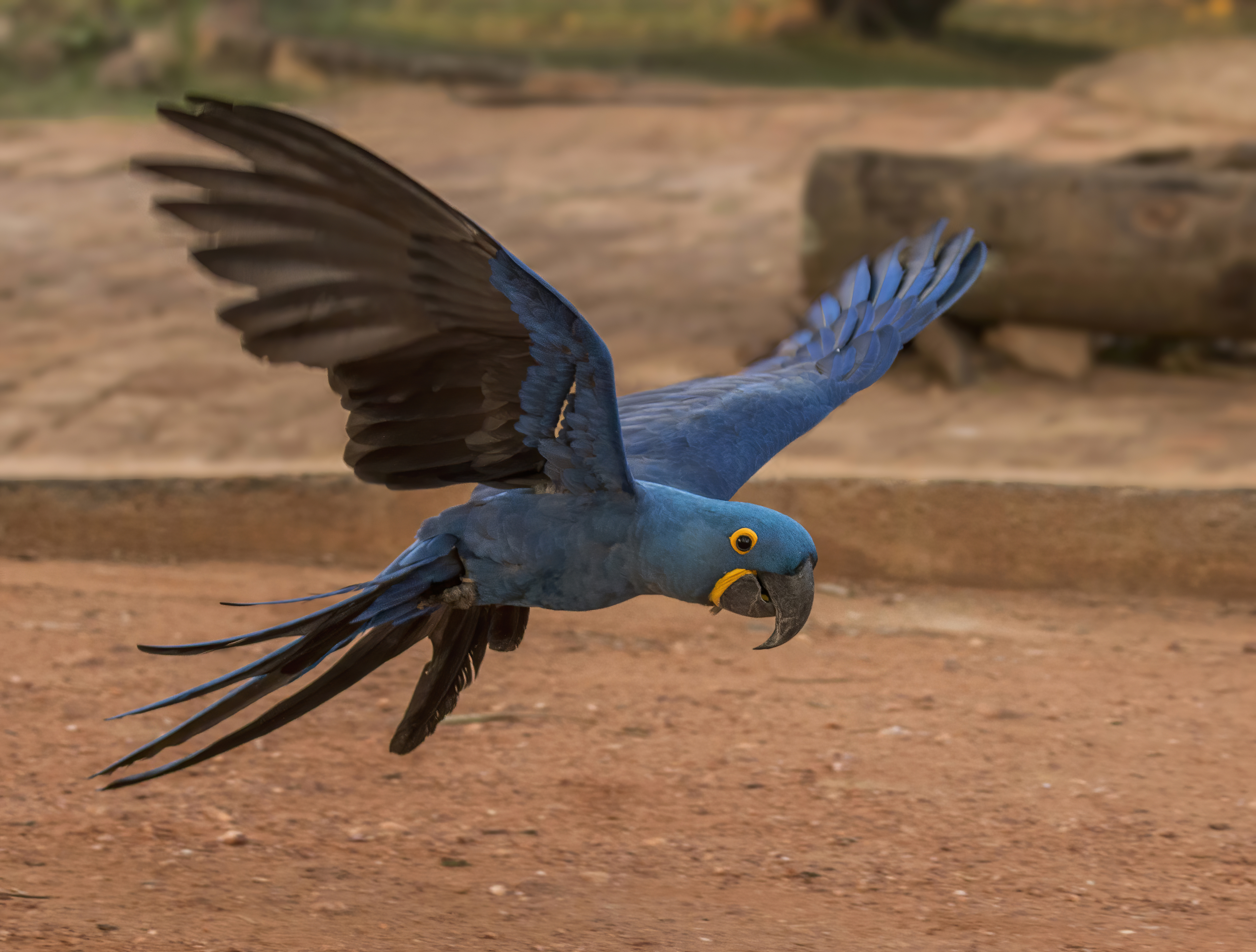

## المرجع
1. ↑  The IUCN Red List of Threatened Species 2021.3 (بالإنجليزية), 9 Dec 2021, QID:Q110235407
2. 1 2  IOC World Bird List Version 6.3 (بالإنجليزية), 21 Jul 2016, DOI:10.14344/IOC.ML.6.3, QID:Q27042747
3. ↑  IOC World Bird List. Version 7.2 (بالإنجليزية), 22 Apr 2017, DOI:10.14344/IOC.ML.7.2, QID:Q29937193
4. ↑  World Bird List: IOC World Bird List (بالإنجليزية) (6.4th ed.), International Ornithologists' Union, 2016, DOI:10.14344/IOC.ML.6.4, QID:Q27907675
5. ↑  پرنز، كريستوفر؛ نقلهُ إلى العربيَّة: الدكتور عدنان يازجي (1997). موسوعة الطُيُور المُصوَّرة: دليلٌ نهائيٌّ إلى طُيُور العالم (ط. الأولى). بيروت - لُبنان: مكتبة لبنان ناشرون. ص. 172. {{استشهاد بكتاب}}: تحقق من التاريخ في: |سنة= (مساعدة)